# Orlęta Gorzów Wielkopolski (kolarstwo)

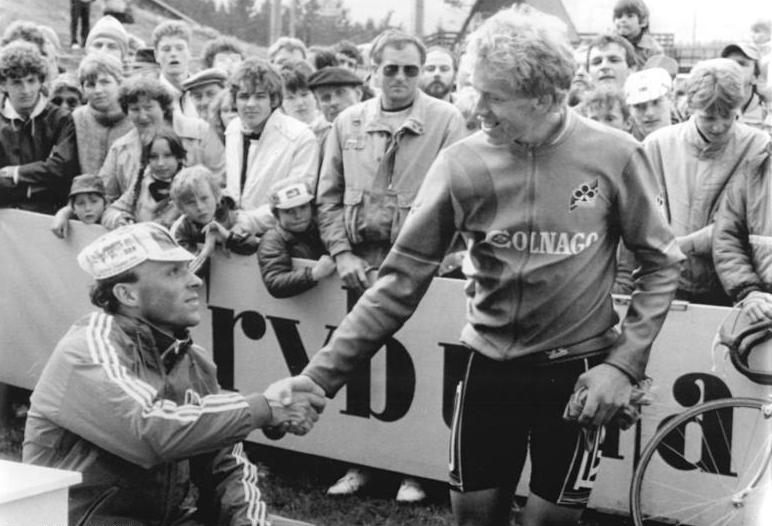
Z. Jaskuła (z prawej) i Uwe Ampler po IX etapie Wyścigu Pokoju w 1987 roku

KS Orlęta Gorzów Wielkopolski – polski klub kolarski z siedzibą w Gorzowie Wielkopolskim.
W historii klubu najwybitniejszymi kolarzami byli Zenon Jaskuła – w latach 1985–1990, oraz Lech Piasecki w latach 1978–1985.
Jaskuła w 1988 roku został wicemistrzem olimpijskim w jeździe drużynowej na czas, a w 1989 roku – wicemistrzem świata w tej samej konkurencji, natomiast Piasecki – mistrzem świata w jeździe ze startu wspólnego w 1985 roku. Obaj wspólnie w 1985 roku zdobyli mistrzostwo Polski w jeździe drużynowej na czas. Jaskuła w barwach Orląt był 3-krotnym mistrzem Polski w jeździe indywidualnej na czas (w latach 1986–1988), natomiast Piasecki – 2-krotnym mistrzem Polski (1984–1985) oraz brązowym medalistą mistrzostw Polski w wyścigu ze startu wspólnego w 1984 roku.
Jaskuła i Piasecki występowali również w Wyścigu Pokoju. Największymi osiągnięciami w okresie reprezentowania Orląt było zwycięstwo Piaseckiego w tym wyścigu w 1985 roku oraz 3. miejsce Jaskuły w 1989 roku.